# 잠옷
잠옷은 집에서 입는 옷이며, 대표적으로 파자마가 있다.
잠옷은 다음을 포함한다:
- 베이비돌
- 네글리제
- 나이트가운
- 파자마
- 페뉴아르

## 같이 보기
- 파자마
- 옷